# Заозериця (Великоустюзький район)
Заозе́риця (рос. Заозерица) — присілок у складі Великоустюзького району Вологодської області, Росія. Входить до складу Усть-Алексієвського сільського поселення.

## Населення
Населення — 29 осіб (2010; 41 у 2002).
Національний склад (станом на 2002 рік):
- росіяни — 100 %